# Dictyneis
Dictyneis is een geslacht van kevers uit de familie bladkevers (Chrysomelidae).
De wetenschappelijke naam van het geslacht werd in 1865 gepubliceerd door Joseph Sugar Baly.

## Soorten
- Dictyneis brevispinus Jerez R, 1991
- Dictyneis campanensis Jerez R, 1991
- Dictyneis parvus Jerez R, 1991